# Manuel Delgado Barreto
Manuel Delgado Barreto (San Cristóbal de La Laguna, 27 de setembre de 1879 - Paracuellos de Jarama, 7 de novembre de 1936) fou un periodista i polític d'extrema dreta espanyol.
Va dirigir diversos diaris, dels quals hi ha "Las Provincias" de Madrid, "La Acción" i "Bromas y Veras". La seva fama en el camp humorístic és per haver dirigit diaris satirico-polítics que van tindre un gran èxit, com van ser "El Mentidero" i "Gracia y Justicia".
Des de molt jove ja es va consagrar en el món del periodisme fundant un ateneu literari i dirigint la revista "Gente Nueva" i el diari "La Opinión" el 1894. El 1901 s'instal·là a Madrid, on va ocupar el càrrec de redactor en cap d'"El Globo", i va passar posteriorment a "La Correspondencia de España", on va utilitzar el pseudònim de "Taf". El 1899 es va afiliar al Partit Liberal Fusionista, però des de 1909 va donar suport Antoni Maura i Montaner. Fou elegit diputat conservador i maurista a les eleccions generals espanyoles de 1914 i 1919 per la circumscripció de Santa Cruz de Tenerife.
Des del setembre del 1925 a l'abril del 1936 va dirigir el diari "La Nación", que va ser òrgan de la dictadura de Primo de Rivera, i instrument propagandístic dels principis de la "Unión Patriótica". El 1927 fou escollit novament diputat per la Unión Patriótica.
Durant la II República Espanyola es va convertir en el principal portaveu de les doctrines del "Bloque Nacional". Va atacar durament la política de la CEDA i especialment a José María Gil-Robles y Quiñones, a qui no considerava adequat per portar les regnes de la reacció de la dreta. Se'l considera un dels ideòlegs fundador de la revista El Fascio.
A la campanya electoral del febrer del 1936, va mostrar-se disconforme amb la manera com estaven portant les negociacions, i, tot i que va fer una crida a votar íntegrament la candidatura antirevolucionària, ja va advertir que la desunió els portaria cap a la derrota electoral. Després d'aquesta ‘profecia’ va culpar de la situació de nou a Gil Robles i opinava que hi havia la necessitat d'una reacció de la dreta, al·lusions que es podrien entendre com insinuació a la sublevació per la força.
Després de la victòria del Front Popular el febrer de 1936 va seguir en el seu lloc de treball fins al tancament del diari després de patir un incendi el mes de març. Al cap de poc va ser detingut al seu domicili de Carabanchel el 20 de juliol de 1936 i se'l van emportar a la presó Model de Madrid, on va romandre fins al 5 de novembre, dia que es va rebre a la presó una ordre de trasllat a un altre penal. Manuel Delgado Barreto va desaparèixer durant aquest trasllat i se'l va donar per mort un cop transcorregut el termini legal, sense que se'n tinguessin més notícies d'ell suposant-se mort en les Matances de Paracuellos.